# Bandeira de Roma
A bandeira da cidade de Roma, juntamente com o brasão e o hino, constituem símbolos da cidade italiana. A bandeira romana é retangular, metade vermelha e metade amarela, na proporção 3:2 (altura : comprimento). 

Bandeira de Roma

## Cores
| Cor | CMYK        | RGB       | Hexadecimal | Pantone |
| --- | ----------- | --------- | ----------- | ------- |
|     | 0/100/61/43 | 142/0/28  | E2001A      | 202 C   |
|     | 0/30/100/0  | 255/179/0 | FFD400      | 130 C   |

## Brasão
A cidade de Roma, ainda hoje, tem seu símbolo oficial como o brasão que nos vem dos séculos passados. O atual adotado pela cidade de Roma depois de 1884, na prefeitura de Leopoldo Torlonia. O brasão é composto por um escudo roxo gótico com uma cruz grega seguido pelo lema S.P.Q.R. A sigla para a frase latina Senatus Populusque Romanus que pode ser traduzida como "O Senado e o Povo Romano". Na parte superior esquerda (direita heráldica). colocados diagonalmente para escalar, ambos os elementos são dourados, o escudo é marcado por uma coroa de oito florins de ouro, cinco dos quais são visíveis. 